# Saturn ION
O ION é o modelo de entrada da Saturn. Foi substituído pelo Saturn Astra em 2007. A versão coupe era equipada com transmissão continuamente variável (Câmbio CVT).